# گرچن مک‌کالک
گرچن مک‌کالوک (به انگلیسی: ‎/məˈkʌlək/‎ Gretchen McCulloch) یک زبان‌شناس کانادایی است. او در وبلاگ و پادکستش با نام Lingthusiasm (که همراه با لورن گاون میزبانی می‌کند) تحلیل زبان‌شناسی ارتباطات آنلاینی در مورد میم‌های اینترنتی، ایموجی‌ها و پیام‌های فوری ارائه می‌دهد. او مرتباً برای وایرد می‌نویسد و قبلاً برای وب‌سایت The Toast این کار را می‌کرد. در سال ۲۰۱۹، او کتابی در زمینه زبان‌شناسی اینترنتی به نام زیرا اینترنت: درک قوانین جدید زبان را منتشر کرد.

## تحصیلات
مک‌کالوک مدرک کارشناسی ارشد زبان‌شناسی را در دانشگاه مک گیل گرفت.

## حرفه
نوشته‌های برخط مک‌کالوک بر زبان‌شناسی اینترنتی تمرکز دارد، حوزه ای که برای اولین بار توسط دیوید کریستال مطالعه شد. وبلاگ او که عنوان «همه چیز زبان‌شناسی (به انگلیسی: All Things Linguistic)» دارد و هر هفته مطالب جدیدی در آن ارسال می‌شود. در این وبلانگ او مرتباً در مورد روند استفاده از واژگان، عبارات انگلیسی و شکلک در ارتباطات آنلاین می‌نویسد و اشکال مختلف ارتباط اینترنتی با زبان را تجزیه و تحلیل می‌کند. او یکی از نویسندگان زبان‌شناسی ثابت در وب‌سایت فمینیستی The Toast بود، جایی که در سال ۲۰۱۴ مقاله‌ای در تحلیل دستور زبان میم دوج نوشت. این مقاله در رادیو بی‌بی‌سی ۴ پوشش داده شد و مک‌کالوک توسط ایوان دیویس مصاحبه شد.
در سال ۲۰۱۹، اولین کتاب مک‌کالوک، زیرا اینترنت: درک قوانین جدید زبان، توسط ریورهد بوکس منتشر شد. این کتاب تاریخچه ارتباطات آنلاین به زبان انگلیسی و روندهای زبانی که در طی سال‌ها در آن پدیدار شده‌است و همچنین تأثیری که چنین ارتباطی ممکن است بر کل زبان انگلیسی داشته باشد را بررسی می‌کند.
این کتاب مورد تحسین منتقدان نیویورک تایمز بود و اندکی پس از انتشار در فهرست پرفروش‌های نیویورک تایمز قرار گرفت. همچنین در ان‌پی‌آر و واشینگتن پست بازخوردهای مثبتی دریافت کرد.
او با مجریان یوتیوب هم کار کرده‌است: از جمله تام اسکات در سری ویدیوهای «فایل‌های زبان» در کانال او همکاری کرد و یکی از تهیه‌کنندگان سری زبان‌شناسی برای کانال کرش کورس بود.
در سال ۲۰۲۱، مک‌کالوچ جایزه «زبان‌شناسی، زبان و عموم» را از انجمن زبان‌شناسی آمریکا دریافت کرد.

## در فرهنگ عامه
مک‌کالک در سری کمیک وب xkcd در ۴ نوامبر ۲۰۲۰ در مورد ریشه‌شناسی واژه خرس (به انگلیسی: bear) که به ریشه‌های هندواروپایی بازمی‌گردد نشان داده شد. یک شخصیت زبان‌شناس با ظاهری یکسان، که گمان می‌رود او هم مک‌کالک باشد، نیز در یک کمیک دیگر xkcd در ۵ فوریه ۲۰۲۱ نشان داده شد.
در ۱۶ نوامبر ۲۰۲۰، مک‌کالک در پاسخ به اخباری مبنی بر کمک ۱ میلیون دلاری دالی پارتن به توسعه یکی از واکسن‌های کووید-۱۹، از روی ترانهٔ جولین، پارودی‌ای به نام «واکسن» را در توییتر نوشت. این آهنگ توسط رایان کوردل، استاد زبان انگلیسی در دانشگاه نورث ایسترن ضبط شد.